# アケル・スタディオン
アケル・スタディオン  (Aker Stadion)は、ノルウェームーレ・オ・ロムスダール県モルデにあるサッカー競技施設である。
2006年5月4日からは、このスタジアムの建設に寄与した投資家のシェル・インゲ・レッケの関連企業であるアケルが命名権を取得しており、それ以前はモルデ・スタディオン(Molde Stadion)と呼ばれていた。
男子サッカーエリテセリエンに所属しているモルデFKの本拠地とし、収容人数は11,249人である。
建築家のシェル・コスベリによって設計され、総工費は2億1200万クローネ(約37億3100万円)で、当時のオーナーであったシェル・インゲ・レッケが大半を出資したため『レッケレッカ』 (Røkkeløkka、直訳:レッケパーク)というあだ名が付くほどである。 1997年にモルデ・イドレッツパルクにかわる本拠地として着工、1998年4月18日のリールストロムSKとのリーグ戦がこけら落としとなった。また、1999年のFIABCI最優秀賞とシティ・プライズに推挙されたことがある。
最多観客動員数は1998年9月26日のローゼンボリ戦の13,308人である。同年5月27日には、ノルウェー代表がサウジアラビア代表を迎え、6-0で地元ノルウェーが勝利した。翌1999年UEFAチャンピオンズリーグ 1999-00グループステージ進出に伴い全席に椅子を設けた結果、最大収容人数は11,800人にまで減ることとなった。2006年5月4日からレッケの関連企業であるアケルがスポンサーになったことにより、現名称に改称された。

## 歴史
1955年以来、モルデFKはモルデ・イドレッツパルク (当時はモルデ・スタディオン)という公営・多目的施設を本拠地としていた。
新スタジアムはレクネ地区のウォーターフロントに計画した。構造体の大きさについて、多数の地元住民からの抗議があった。自治体からの建築許可が下りる前の1997年3月に着工を開始した。
1998年4月18日当時の首相でモルデファンのヒェル・マグネ・ボンデヴィークが駆けつけ正式に開業した。 その日に行われたこけら落としの試合は、リールストロムを4-0で下しシーズン最初のホームゲームに13,010人が詰めかけた。この試合は、1998年シーズンにおけるローゼンボリの本拠地レルケンダール以外での国内最多観客動員数を記録した。5月27日、ワールドカップの壮行試合としてノルウェー代表がサウジアラビア代表を迎え、6-0で地元ノルウェーが勝利した。 8月11日、UEFAカップ予選2回戦でCSKAソフィアと対戦し0-0の引き分けで終えたものの3回戦進出は果たせなかった。9月26日のローゼンボリ戦は史上最多観客動員数となる13,308人がスタジアムに詰めかけた。1999年秋、UEFAチャンピオンズリーグ予選ラウンド2試合行った。CSKA モスクワとRCDマジョルカと対戦、ともに2試合の合計得点でモルデFKが相手方を上回りグループステージに進出、レアル・マドリード、 ポルト、そしてオリンピアコスと対戦することとなった。
チャンピオンズリーグ本大会出場に伴い全席に椅子を設けた結果、スタンドの下の方まで設置することになった。収容人数の恒久的な減少は、後になって椅子を取り除かない選択をした為である。
それからモルデはUEFAカップに4度(2000–01、2003–04、 2006–07、2010–11)出場、ホームゲームを8回行なっている。 2006年、命名権をレッケの関連企業であるアケルとの間で合意、現在のアケル・スタディオンに改称した。 同年、クラブはアデコリーガエンに降格。2007年シーズンは、アデコリーガエンに参戦するものの観客動員数は増加、そしてリーグ優勝を果たし1年でエリテセリエンに復帰することとなる。
アケル・スタディオンは、ノルウェー最大級のジャズイベントであるモルデジャズの会場に提案されるが、実行委員会によって度々拒否されている。2004年、小規模な市内の別の会場で行われたスティーヴィー・ワンダーの公演が即日完売したため、アケル・スタディオンでのモルデジャズを開催すべきとの議論が激化した。
2007年10月6日、スタトイルハイドロはオーメン・ランゲガス田での生産開始を祝うため、アネ・ブルーンとロイクソップの無料のコンサートを実施した。
2012年、ノルウェープロスポーツ選手会のアウェーチームの主将による調査で、アケルスタディオンは5点満点の4.27点という成績で全体で4番目に素晴らしいスタジアムに認められた。
2013年10月4日、次年度から3・4月と10・11月にピッチが貧相であることを心配し、人工芝での運用を目指し張り替えるを決断した。 それにより、1年間で130時間多い2000時間のトレーニングなどが可能になった。 同年11月19日、史上2度目となるノルウェー代表がスコットランドを招いて国際親善試合が行われ、0-1で敗れたものの9,750人が詰めかけた。オスロのウレヴォール・スタディオン以外での、ノルウェー代表のホームゲームが行われたのは2002年以来11年ぶりであった。2017年10月、ピッチの人工芝への張替えが完了した。

## 施設概要

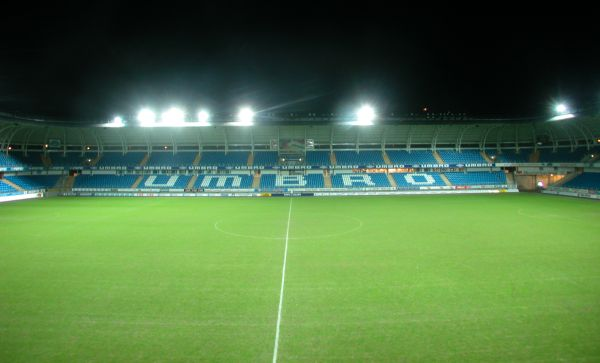
ピッチ

このスタジアムは、コスベリ建築事務所(Kosbergs Arkitektkontorer)のシェル・コスベリによって設計された。将来的に2800m2の商業スペースを確保している。総工費は2億1200万クローネ(約37億3100万円)で、そのうち1億6000万クローネはスタジアム建設にあてられた。スタジアムは、市内中心より西側のレクネ地区のモルデフィヨルド沿いに所在する。外観は2色の花崗岩とガラス、そしてアルミニウムに覆われている。
総工費の大半をシェル・インゲ・レッケからの借り入れで賄い、市当局からは1000万クローネ、富くじ業者のノルスク・ティッピンから270万クローネを支払った。
2層式のスタンドが4ヶ所ありそれぞれが連なるような形となって建てられ、収容人数は11,167人である。1999年以前は低層部分にテラスがあったため13,308人収容できた。13ヶ所の入り口、52ヶ所の便所、そして9ヶ所のキオスクがある。
北側に貴賓室が13室あり広さは18から33m2ほどある。アリーナ部分は17250m2 (150×115m)である。レストランやカフェも出店しており、診療所も併設されている。ピッチは105×68mの天然芝で、そのうち4%が人工芝の中に播かれている。 照明が176個あり、最も低いところは地上高19.5mの所に位置する 。
スタジアムは市内中心部から徒歩圏内に位置する。ゆえにスタジアムに向かう公共交通機関はないが、市内中心部のバスターミナルや桟橋からの船を利用することになる。スタジアム内には、VIPチケット所持者だけが利用できる駐車場がある。

## 入場者数

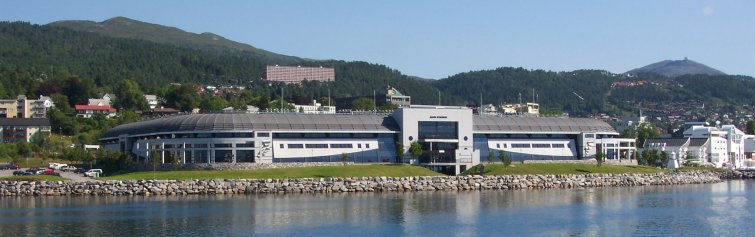
フィヨルドから見たスタジアム

10,000人以上の観客を動員した試合は実に38回を数える。そのうち1回は唯一行われた国際Aマッチであるノルウェー対サウジアラビア戦の13,114人である。エリテセリエンにおいては34回を数え、そのうちローゼンボリ戦が8回、オーレスンFKとのセントラルダービーが6回である。あとはUEFAチャンピオンズリーグとノルウェーカップで達成している。最多観客動員試合は1998年9月26日のローゼンボリ戦の13,308人である。
以下の表は、モルデFKのリーグ戦におけるホームゲームの観客動員数についてまとめたものである。したがって国内カップ戦やUEFA主催試合は含まれていない。
平均観客動員数で最も多かったのが2011年シーズンの9,817人である。逆に最も少なかったのが2004年シーズンの5,554人である。
|   | エリテセリエン   |
| † | アデコリーガエン |

| 年度 | 平均  | 最少  | 最多   | 順位 | 出典   |
| ---- | ----- | ----- | ------ | ---- | ------ |
| 1998 | 8,516 | 6,036 | 13,308 | 3    | [ 33 ] |
| 1999 | 7,163 | 4,500 | 12,914 | 3    | [ 34 ] |
| 2000 | 6,816 | 5,382 | 11,167 | 4    | [ 35 ] |
| 2001 | 6,601 | 4,883 | 11,167 | 5    | [ 36 ] |
| 2002 | 6,193 | 4,303 | 11,167 | 6    | [ 37 ] |
| 2003 | 5,945 | 3,822 | 11,167 | 7    | [ 38 ] |
| 2004 | 5,554 | 4,187 | 9,142  | 9    | [ 39 ] |
| 2005 | 6,512 | 4,525 | 11,167 | 9    | [ 40 ] |
| 2006 | 6,127 | 4,351 | 9,215  | 8    | [ 17 ] |
| 2007 | 6,344 | 5,226 | 7,530  | †    | [ 18 ] |
| 2008 | 8,203 | 6,969 | 11,400 | 8    | [ 41 ] |
| 2009 | 7,965 | 5,741 | 11,168 | 9    | [ 42 ] |
| 2010 | 8,413 | 7,302 | 11,140 | 6    | [ 43 ] |
| 2011 | 9,817 | 8,158 | 11,292 | 5    | [ 44 ] |
| 2012 | 9,338 | 8,503 | 11,112 | 5    | [ 45 ] |
| 2013 | 8,828 | 7,854 | 11,074 | 8    | [ 46 ] |
| 2014 | 9,243 | 8,284 | 11,424 | 5    | [ 47 ] |
| 2015 | 8,952 | 8,141 | 11,113 | 4    | [ 48 ] |
| 2016 | 8,392 | 7,459 | 11,348 | 5    | [ 49 ] |
| 2017 | 7,785 | 6,635 | 10,720 | 4    | [ 50 ] |
| 2018 | 7,111 | 6,218 | 9,444  | 4    | [ 51 ] |
| 2019 | 6,956 | 5,952 | 9,010  | 5    | [ 52 ] |